# Laurent Wuillot
Laurent Wuillot (Doornik, 11 juli 1975) is een voormalig Belgisch voetballer. Wuillot was een verdediger.

## Carrière
Wuillot genoot z'n jeugdopleiding bij RAEC Mons, maar z'n debuut in eerste klasse maakte hij bij Sporting Charleroi. Na vijf jaar stapte hij over naar Standard Luik. In 2002 kreeg hij een transfer naar het buitenland, naar het Franse AC Ajaccio. Met deze club speelde hij zeven wedstrijden in de Ligue 1.
In 2004 keerde Wuillot terug naar België, waar hij voor neo-eersteklasser FC Brussels ging spelen. Het zou zijn laatste seizoen in de hoogste divisie worden. Vanaf 2005 ging hij in lagere afdelingen spelen: bij RRC Péruwelz, RJS Heppignies-Lambusart-Fleurus en RUS Genly-Quévy.